# Ланцас, Стефанос
Стефанос Ланцас (греч. Στέφανος Λάντσας 1861, Афины — 1933, там же) — греческий академический художник и преподаватель конца 19-го — начала 20-го веков.

## Биография

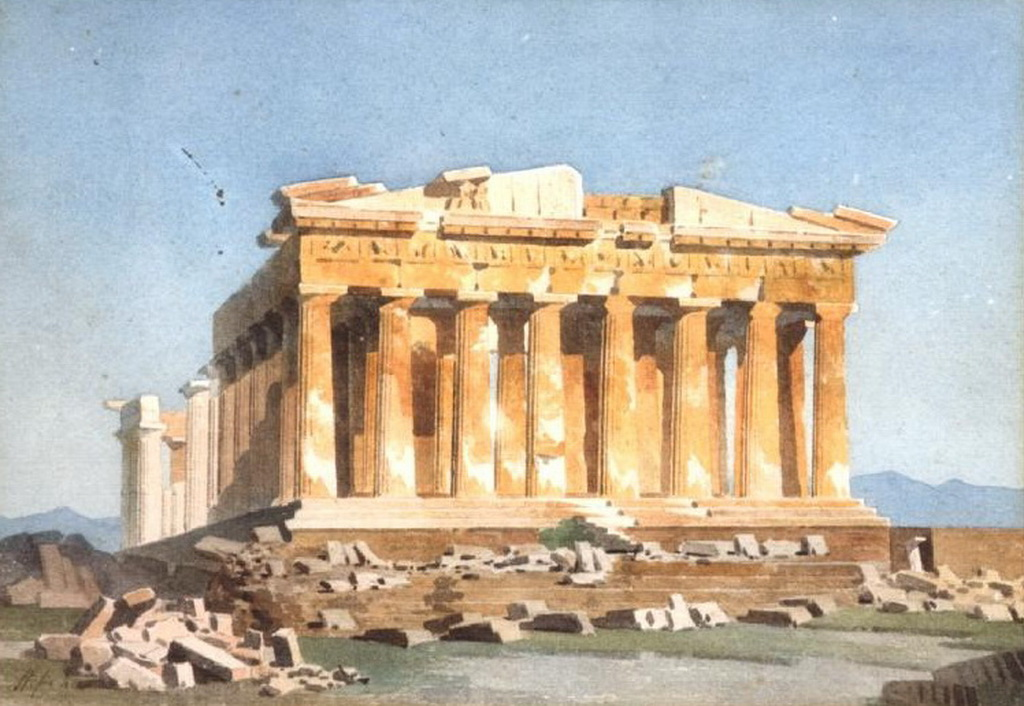
Парфенон.

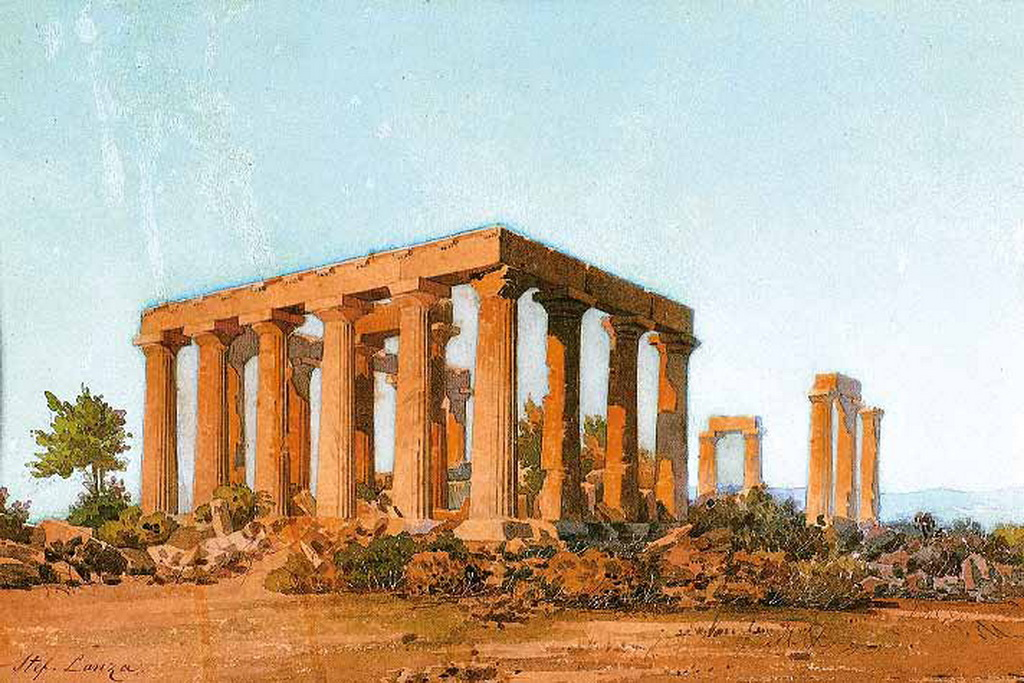
Храм Афеи.

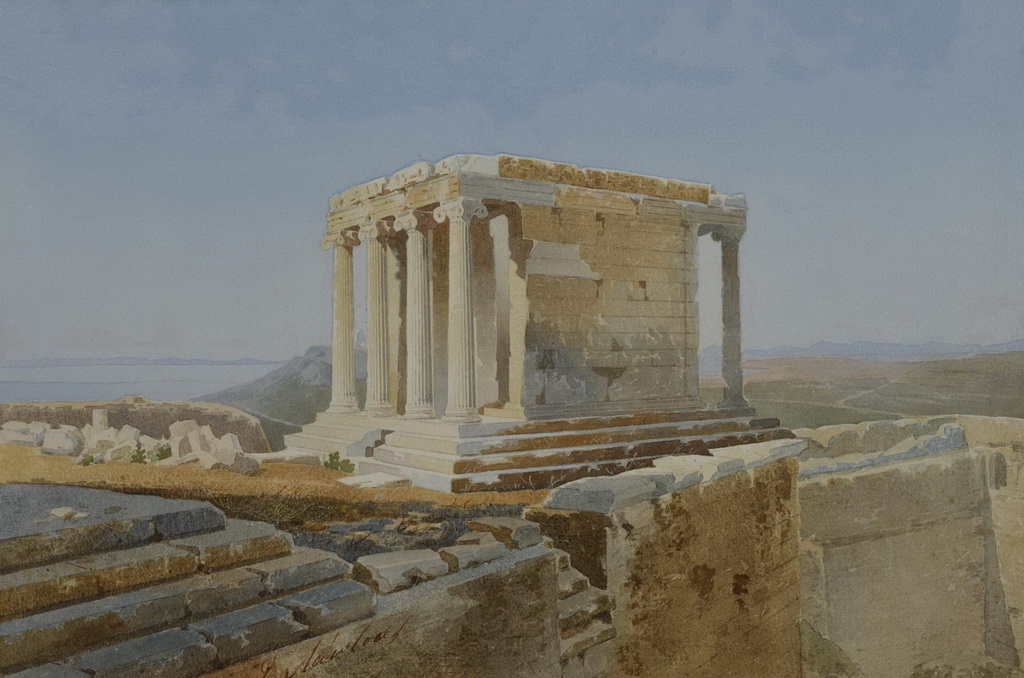
Храм Ники Аптерос.

Стефанос Ланцас родился в 1861 году в Афинах, в семье натурализовавшегося в Греции и ставшего преподавателем Афинской школе изящных искусств итальянского художника Викентия Ланца.
Окончил «Школу искусств», где учился у собственного отца.
С 1894 года начал преподавать в «Школе искусств». В 1909 году принял кафедру рисунка у Эммануила Ламбакиса и возглавлял эту кафедру до 1932 года.
Стефанос Ланцас писал в основном маслом и акварелью.
Тематикой картин Ланцаса были древние руины, в которых он повторял стиль своего отца.
Его отображения древних памятников следовали романтическому духу западноевропейских путешественников предыдущих десятилетией.
Некоторые современные греческие искусствоведы именуют Стефаноса Ланцаса, вместе с Александром Калудисом, наиболее стойким из преемников академизма.
Те же искусствоведы считают, что в творчестве Стефаноса Ланцаса, вне его эпохи, в качестве ядра тематики его работ продолжает жить живопись древних руин.
Ланцас принял участие во многих выставках в Греции и Египте. На «Панэллинской выставке» «Олимпия» 1888 года был награждён бронзовой медалью.
Стефанос Ланцас умер в Афинах в 1933 году.
Его работы хранятся и выставляются в Национальной галерее Греции, в Муниципальной галерее Афин, в Галерее Аверофф, в коллекциях Кутлидиса Левендиса и других галереях.